# Estrela do Sul (astronomia)

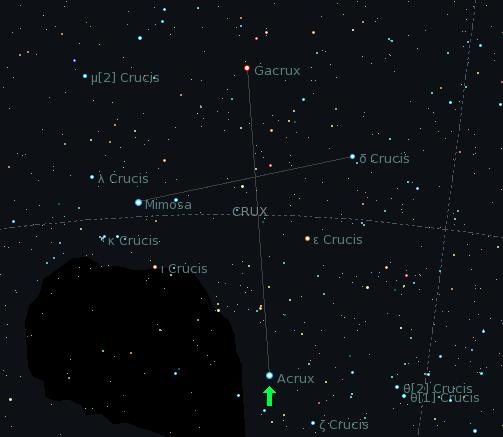
A constelação do Cruzeiro do Sul, destacando Alfa Crucis.

A Estrela do Sul é a estrela circumpolar ao Pólo Sul celestial (como Polaris, a Estrela do Norte, está para o Pólo Norte celestial), e pode assim ser usada confiavelmente para navegação. A atual Estrela do Sul é Sigma Octantis, a qual é muito pálida. Desta forma, não é tão útil quanto a Polaris Borealis na orientação da navegação.
A constelação de Crux, o Cruzeiro do Sul, aponta no rumo do Pólo Sul celestial. Se a constelação for vista como representando uma cruz latina em pé, o pólo sul celestial está no presente bem próximo a 4,5 vezes a altura da cruz abaixo da base dela. Muito poucas estrelas de qualquer grandeza notável estão entre Crux e o pólo, embora a constelação de Musca seja fácil e imediatamente reconhecida aos pés do Cruzeiro. Esta, contudo, está ainda muito afastada do ponto zero o que não acontece em Marte com a estrela Kappa Velorum, que está somente a um par de graus do pólo sul celestial do planeta, de modo que poderia ser considerada a atual "Estrela do Sul" em Marte. Porém na Terra, isto mudará no futuro devido à precessão. Durante os próximos 7500 anos, o Pólo Sul Celestial passará próximo às estrelas Gamma Chamaeleontis (4200 AD), HD 90589, Omega Carinae (5800 AD), Upsilon Carinae, Iota Carinae (Aspidiske, 8100 AD) e Delta Velorum (9200 AD).

## Lista das "Estrelas do Sul" no Sistema Solar
- Terra
  - atual : Sigma Octantis
  - 4200 AD : Gamma Chamaelontis
  - 5800 AD : Omega Carinae
  - 8100 AD : Iota Carinae (Aspidiske)
  - 9200 AD : Delta Velorum
- Lua
  - atual : Delta Doradus
- Marte
  - atual : Kappa Velorum
- Mercúrio
  - atual : Alpha Pictoris
- Saturno
  - atual : Delta Octantis
- Urano
  - atual : 15 Orionis

## Navegação celestial
Face a ausência de uma estrela visivelmente marcante no Pólo Sul celestial, foi desenvolvido um instrumento de navegação que através do enquadramento de pares de estrelas num gabarito, mostra ao navegante do hemisfério austral, o ponto na abóbada celeste onde está situado o invisível Pólo Sul Celeste ou seja o sul verdadeiro.
O instrumento que dispensa algumas funções de um GPS é uma régua gabaritada com marcações para serem sobrepostas a pares de estrelas de várias constelações circumpolares do hemisfério sul além da  Constelação do Cruzeiro do Sul .
Embora rudimentar, serve para aferição azimutal da bússola e cálculo aproximado da latitude usando os pares de estrelas constantes nas seguintes constelações.
- as estrelas Gacrux e Acrux na constelação Cruzeiro do Sul,
- Alfa e Beta da constelação de Centauri e
- duas estrelas da constelação da Falsa Cruz.

Com o uso do instrumento, todas servem de referencial na localização do Pólo Sul Celestial.
Essa mesma técnica pode ser executada com ajuda das estrelas constantes em alguns símbolos brasileiros e australianos:

Magalhães e Antártica
Na bandeira do Brasil, o pólo celeste coincide na margem inferior.

Nota: Essa técnica ,de enquadramento óptico, é utilizada pelo Telescópio espacial Hubble  é a que permite fazer fotos de longa exposição, também pode ser adaptada com outras estrelas  na localização de objetos temporários como cometas e supernovas.